# Acacia strigulosa
Acacia strigulosa é uma espécie de leguminosa do gênero Acacia, pertencente à família Fabaceae.